# Huisnes-sur-Mer
Huisnes-sur-Mer – miejscowość i gmina we Francji, w regionie Normandia, w departamencie Manche.
Według danych na rok 1990 gminę zamieszkiwały 163 osoby, a gęstość zaludnienia wynosiła 24 osoby/km² (wśród 1815 gmin Dolnej Normandii Huisnes-sur-Mer plasuje się na 723. miejscu pod względem liczby ludności, natomiast pod względem powierzchni na miejscu 734.).